# 李子坪乡
李子坪乡，是中华人民共和国四川省凉山彝族自治州木里藏族自治县下辖的一个乡镇级行政单位。

## 行政区划
李子坪乡下辖以下地区：
黄泥巴村、白草坪村和金子沟村。